# Магницкий, Олег Николаевич
Олег Николаевич Магницкий (29 июня 1926 года — 7 апреля 2014 года) — советский и российский учёный-металлург, специалист по художественному литью. Доктор технических наук, профессор, заслуженный деятель науки и техники РСФСР.

## Биография
Олег Николаевич Магницкий родился 29 июня 1926 года. После окончания в 1948 году Московского института стали им. Сталина, в течение пяти лет работал на Ленинградском экскаваторном заводе. С 1953 года начинает работать в ЦНИИ материалов, где прошёл путь от младшего научного сотрудника до заместителя директора по научной работе — главного инженера. Работал заместителем директора ВНИТИ Миноборонпрома, профессором кафедры МТХИ Северо-западного заочного технического университета.
В 1958 году защитил кандидатскую диссертацию, посвященную исследованию процессов затвердевания отливок, а в 1972 году — докторскую на тему «Особенности формирования отливок из титановых сплавов».
Под руководством О. Н. Магницкого было освоено производство точных отливок из титановых сплавов на Воткинском машзаводе, заводе им. Хруничева, Красноярском машзаводе, Оптико-механическом заводе в г. Екатеринбурге.
Начиная с 1990-х годов О. Н. Магницкий вел активную преподавательскую деятельность, сначала в Северо-Западном заочном техническом университете, а после его преобразования — в Горном университете Санкт-Петербурга.
Умер 7 апреля 2014 года.

## Научная и преподавательская деятельность
Научные интересы О. Н. Магницкого были весьма разнообразны, так, начиная с 70-х гг. он принимал активное участие в разработке высокопрочных литейных сталей и высокопрочного чугуна с шаровидным графитом. Однако наиболее фундаментальные исследования он оставил в области художественного литья. Лично и в соавторстве опубликовал свыше 300 научных работ, в том числе три монографии и серию учебных пособий по специальности «Технология художественного литья» («Художественное литье», «Художественная деформация металла», «История художественного литья» и пр.), соавтор 96 изобретений. Является автором серии учебных видеофильмов.

## Признание
Заслуженный деятель науки и техники РСФСР. Награждён орденом «Знак Почета», медалью «За трудовую доблесть», нагрудным знаком «Изобретатель СССР», четырьмя золотыми и одной серебряной медалью ВДНХ.